# Catocala semividua
Catocala semividua är en fjärilsart som beskrevs av Arnold Spuler 1907. Catocala semividua ingår i släktet Catocala och familjen nattflyn. Inga underarter finns listade i Catalogue of Life.